# Zeynəb Xanlarova
Zeynəb Xanlarova (Baku, 28 dicembre 1936) è un soprano azero.

## Biografia
Xanlarova è nata nel 1936 a Baku, ultima di cinque figli. Nel 1956, si è diplomata alla Scuola Pedagogica Mirzə Ələkbər Sabir di Baku. Nel 1961, si diploma alla Scuola Musicale Asəf Zeynallı di Baku (classe di Seyid Şuşinski) e diventa solista al Teatro statale accademico Acundov di opera e balletto dell'Azerbaigian. Nel 1980, è stata insignita del titolo di Artista del Popolo dell'Unione Sovietica. Prima di questo titolo era già Artista del Popolo della RSS Azera e della RSS Armena.
Xanlarova è stata deputata nel Soviet Supremo della RSS Azera e dell'Assemblea nazionale azera.

### Carriera musicale
Zeynəb Xanlarova è una cantante molto popolare nel suo paese. Ha interpretato il ruolo di Layla nell'opera Layla e Majnun,  il ruolo di Asli in Asli and Karam di Üzeyir Hacıbəyov, il ruolo di Arabzangi in Shah Ismayil di Müslüm Maqomayev e altri. Oltre alla musica classica, ha cantato anche la musica folk azera come i mugham. Nel repertorio di Xanlarova ci sono canzoni di grandi compositori come Tofiq Quliyev, Arif Məlikov, Ələkbər Tağıyev, Emin Sabitoğlu, Gara Garayev, Fikret Amirov. Xanlarova si è esibita in diversi paesi dell'Europa orientale e dell'Asia centrale e ha cantato in diverse lingue: russo, armeno, ucraino, persiano, arabo, moldavo, georgiano, cinese e turco. Ha pubblicato il brano musicale Sənə qurban.